# شهرستان برک (داکوتای شمالی)
شهرستان برک، داکوتای شمالی (به انگلیسی: Burke County, North Dakota) یک سکونتگاه مسکونی در ایالات متحده آمریکا است که در داکوتای شمالی واقع شده‌است.

## خصوصیات
شهرستان برک ۲٬۹۲۴٫۱۱ کیلومترمربع مساحت دارد.